# MAC M1931
MAC M1931 hay còn gọi là súng máy Reibel (để tưởng nhớ trung tá Reibel) là loại súng máy gắn trên xe tăng do xưởng công binh tại nhà máy vũ khí Châtellerault phát triển. Súng được phát triển dựa trên khẩu súng máy hạng nhẹ FN 24/29 do trung tá Reibel thiết kế, chúng dự định sẽ được gắn trên các xe tăng và xe bọc thép cũng như có thể dùng để gắn ở những vị trí cố thủ tại tuyến phòng thủ Maginot. Sau chiến tranh thế giới thứ hai thì một số khẩu đã được mang qua Thụy Sĩ và được chỉnh sửa lại để dùng đạn 7,5x55 GP11 tiêu chuẩn và gắn trên các xe tăng tại đây. Một số khác thì tiếp tục được sử dụng trong lực lượng quân đội Pháp cho đến cuối những năm 1940 nhưng chuyển thành súng chuyên dùng cho bộ binh gắn trên bệ chống ba chân.

## Thiết kế
MAC M1931 sử dụng cơ chế nạp đạn bằng khí nén với hệ thống trích khí dài, bắn với thoi nạp đạn mở và chỉ có chế độ bắn tự động. Ống trích khí năm phía dưới nòng súng, thoi nạp đạn của súng khóa bằng cách chèn nghiên chống vào rãnh trong thân súng. Nòng không thể tháo ráp nhanh chóng khi đang chiến đấu.
Hệ thống nhắm cơ bản của súng là điểm ruồi. Hộp đạn của súng dạng đĩa nhiều lớp và tùy vào phiên bản mà hộp đạn có thể gắn bên phải hay bên trái súng, khe nhả vỏ đạn nằm phía dưới súng.

## Các nước sử dụng
- Pháp
- Nhật Bản
- Ba Lan
- Bỉ
- Bulgaria
- Croatia
- Đức
- Hungary
- Israel
- Ý
- Liban
- România
- Syria
- Thụy Sĩ
- Thổ Nhĩ Kỳ
- Trung Hoa Dân Quốc
- Nam Tư
- Algérie
- Việt Nam Dân chủ Cộng hòa
- Cộng hòa Miền Nam Việt Nam
- Việt Nam